# Redtenbacheria insignis
Redtenbacheria insignis är en tvåvingeart som beskrevs av Johann Egger 1861. 
Redtenbacheria insignis ingår i släktet Redtenbacheria och familjen parasitflugor. Arten är reproducerande i Sverige. Inga underarter finns listade i Catalogue of Life.